# 中山巳代蔵

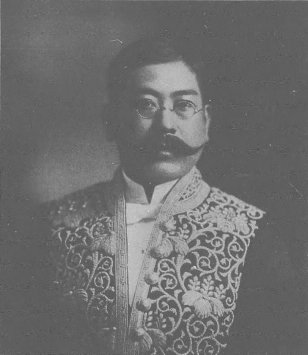
中山巳代蔵

中山 巳代蔵（なかやま みよぞう、1867年10月27日（慶応3年10月1日） - 1921年（大正10年））は、日本の内務官僚、実業家。官選栃木県知事。

## 経歴
備前国邑久郡、のちの岡山県邑久郡豊原村（現瀬戸内市）出身。中山壮左衛門の長男として生まれる。第一高等学校を卒業。1894年、帝国大学法科大学を卒業。1895年、内務省に入省し土木局属となる。1906年12月、文官高等試験行政科試験に合格した。以後、長崎県参事官、土木監督署事務官兼内務事務官、内務書記官、京都府事務官などを歴任。
1906年12月、栃木県知事に就任。谷中村在留民の強制立ち退き、渡良瀬川改修を推進した。1911年8月、知事を休職となった。その後、神奈川県農工銀行 (株) 取締役を務めた。